# Highland Beach (Maryland)
Pour les articles homonymes, voir Highland Beach.
Highland Beach est une ville située dans le comté d'Anne Arundel, dans l’État du Maryland, aux États-Unis.